# 2025年のMLBドラフト
2025年のMLBドラフト（英語: 2025 First-Year Player Draft）は、メジャーリーグベースボール (MLB)の第65回ドラフト会議。2025年7月13日と7月14日の2日間 にかけて行われたファースト・イヤードラフト（アマチュアドラフト）である。

## 概要
2024年12月10日にドラフト抽選会が行われ、ワシントン・ナショナルズがブライス・ハーパーを指名した2010年以来となる全体1位の権利を獲得した。全体2位指名権を獲得したのはロサンゼルス・エンゼルスで、これは球団史上初である。なお、ロサンゼルス・ドジャースとニューヨーク・メッツおよびニューヨーク・ヤンキースの3球団はぜいたく税のうち、2番目の基準額を超過したとして全体38位以降でしか指名することが出来ないというペナルティを課せられた。

## 1巡目指名
|  | = オールスター |  |            |  |
|  | = MLB未出場    |  | = 契約せず |  |

| 順位 | 選手                       | チーム                         | 守備位置       | 学校                               |
| ---- | -------------------------- | ------------------------------ | -------------- | ---------------------------------- |
| 1    | イーライ・ウィリッツ       | ワシントン・ナショナルズ       | 遊撃手         | フォートコブ＝ブラクストン高等学校 |
| 2    | タイラー・ブレムナー       | ロサンゼルス・エンゼルス       | 投手           | カリフォルニア大学サンタバーバラ校 |
| 3    | ケイド・アンダーソン       | シアトル・マリナーズ           | 投手           | ルイジアナ州立大学                 |
| 4    | イーサン・ホリデイ         | コロラド・ロッキーズ           | 遊撃手・三塁手 | スティルウォーター高等学校         |
| 5    | リアム・ドイル             | セントルイス・カージナルス     | 投手           | テネシー大学                       |
| 6    | セス・ヘルナンデス         | ピッツバーグ・パイレーツ       | 投手           | コロナ高等学校                     |
| 7    | アイバ・アーケット         | マイアミ・マーリンズ           | 遊撃手         | オレゴン州立大学                   |
| 8    | ジョジョ・パーカー         | トロント・ブルージェイズ       | 遊撃手         | パービス高等学校                   |
| 9    | スティール・ホール         | シンシナティ・レッズ           | 遊撃手         | へウィット＝トラスビル高等学校     |
| 10   | ビリー・カールソン         | シカゴ・ホワイトソックス       | 遊撃手         | コロナ高等学校                     |
| 11   | ジェイミー・アーノルド     | アスレチックス                 | 投手           | フロリダ州立大学                   |
| 12   | ギャビン・フィーン         | テキサス・レンジャーズ         | 遊撃手・三塁手 | グレート・オーク高等学校           |
| 13   | ギャビン・キレン           | サンフランシスコ・ジャイアンツ | 遊撃手・二塁手 | テネシー大学                       |
| 14   | ダニエル・ピアース         | タンパベイ・レイズ             | 遊撃手         | ミル・クリーク高等学校             |
| 15   | カイソン・ウィザースプーン | ボストン・レッドソックス       | 投手           | オクラホマ大学                     |
| 16   | マレク・ヒューストン       | ミネソタ・ツインズ             | 遊撃手         | ウェイクフォレスト大学             |
| 17   | イーサン・コンラッド       | シカゴ・カブス                 | 外野手         | ウェイクフォレスト大学             |
| 18   | カイソン・カニンガム       | アリゾナ・ダイヤモンドバックス | 遊撃手         | ジョンソン高等学校                 |
| 19   | アイク・イリッシュ         | ボルチモア・オリオールズ       | 捕手           | オーバーン大学                     |
| 20   | アンドリュー・フィッシャー | ミルウォーキー・ブルワーズ     | 一塁手・三塁手 | テネシー大学                       |
| 21   | ゼイビア・ナイエンズ       | ヒューストン・アストロズ       | 遊撃手・三塁手 | マウント・バーノン高等学校         |
| 22   | テイト・サウシーン         | アトランタ・ブレーブス         | 遊撃手         | ベーシック・アカデミー             |
| 23   | ショーン・ギャンブル       | カンザスシティ・ロイヤルズ     | 外野手・二塁手 | IMGアカデミー                      |
| 24   | ジョーダン・ヨスト         | デトロイト・タイガース         | 遊撃手         | シッケルス高等学校                 |
| 25   | クルーズ・スクールクラフト | サンディエゴ・パドレス         | 投手           | サンセット高等学校                 |
| 26   | ゲージ・ウッド             | フィラデルフィア・フィリーズ   | 投手           | アーカンソー大学                   |
| 27   | ジェイス・ラビオレ         | クリーブランド・ガーディアンズ | 外野手         | テキサスA&M大学                    |

### PPIセレクション
| 順位 | 選手               | チーム                     | 守備位置 | 学校                                   |
| ---- | ------------------ | -------------------------- | -------- | -------------------------------------- |
| 28   | ジョシュ・ハモンド | カンザスシティ・ロイヤルズ | 遊撃手   | ウェズリアン・クリスチャン・アカデミー |

### 1巡目補償指名
| 順位 | 選手                   | チーム                         | 守備位置 | 学校                       |
| ---- | ---------------------- | ------------------------------ | -------- | -------------------------- |
| 29   | パトリック・フォーブス | アリゾナ・ダイヤモンドバックス | 投手     | ルイビル大学               |
| 30   | ケイデン・ボディーン   | ボルチモア・オリオールズ       | 捕手     | コースタル・カロライナ大学 |
| 31   | ウェヒワ・アロイ       | ボルチモア・オリオールズ       | 遊撃手   | アーカンソー大学           |
| 32   | ブレイディ・イーベル   | ミルウォーキー・ブルワーズ     | 遊撃手   | コロナ高等学校             |

### 戦力均衡ラウンドA
| 順位 | 選手                     | チーム                   | 守備位置     | 学校                 |
| ---- | ------------------------ | ------------------------ | ------------ | -------------------- |
| 33   | マーカス・フィリップス   | ボストン・レッドソックス | 投手         | テネシー大学         |
| 34   | マイケル・オリベト       | デトロイト・タイガース   | 捕手         | ハウパージ高等学校   |
| 35   | ルーク・スティーブンソン | シアトル・マリナーズ     | 捕手         | ノースカロライナ大学 |
| 36   | ライリー・クイック       | ミネソタ・ツインズ       | 投手         | アラバマ大学         |
| 37   | スレイター・デブラン     | タンパベイ・レイズ       | 外野手       | サミット高等学校     |
| 38   | ミッチ・ボイト           | ニューヨーク・メッツ     | 投手・内野手 | ミシガン大学         |
| 39   | ダックス・キルビー       | ニューヨーク・ヤンキース | 遊撃手       | ニューナン高等学校   |
| 40   | ザック・ ルート          | ロサンゼルス・ドジャース | 投手         | アーカンソー大学     |
| 41   | チャールズ・ダバラン     | ロサンゼルス・ドジャース | 外野手       | アーカンソー大学     |
| 42   | ブレンダン・サマーヒル   | タンパベイ・レイズ       | 外野手       | アリゾナ大学         |
| 43   | カム・カナレラ           | マイアミ・マーリンズ     | 外野手       | クレムゾン大学       |

## 2巡目指名
| 順位 | 選手                       | チーム                         | 守備位置 | 学校                                 |
| ---- | -------------------------- | ------------------------------ | -------- | ------------------------------------ |
| 44   | ジェイデン・フォース       | シカゴ・ホワイトソックス       | 外野手   | ナザレス大学                         |
| 45   | JB・ミドルトン             | コロラド・ロッキーズ           | 投手     | 南ミシシッピ大学                     |
| 46   | ブランドン・コンプトン     | マイアミ・マーリンズ           | 外野手   | アリゾナ州立大学                     |
| 47   | チェイス・ショアーズ       | ロサンゼルス・エンゼルス       | 投手     | ルイジアナ州立大学                   |
| 48   | デビン・テイラー           | アスレチックス                 | 外野手   | インディアナ大学                     |
| 49   | イーサン・ペトリー         | ワシントン・ナショナルズ       | 外野手   | サウスカロライナ大学                 |
| 50   | アンヘル・セルバンテス     | ピッツバーグ・パイレーツ       | 投手     | ウォーレン高等学校                   |
| 51   | アーロン・ワトソン         | シンシナティ・レッズ           | 投手     | トリニティ・クリスチャン・アカデミー |
| 52   | AJ・ラッセル               | テキサス・レンジャーズ         | 投手     | テネシー大学                         |
| 53   | クーパー・フレミング       | タンパベイ・レイズ             | 遊撃手   | ガネーシャ高等学校                   |
| 54   | クエンティン・ヤング       | ミネソタ・ツインズ             | 遊撃手   | オークス・クリスチャン・スクール     |
| 55   | ライアン・ミッチェル       | セントルイス・カージナルス     | 外野手   | ヒューストン高等学校                 |
| 56   | ケイン・ケプレイ           | シカゴ・カブス                 | 外野手   | ノースカロライナ大学チャペルヒル校   |
| 57   | ニック・ベッカー           | シアトル・マリナーズ           | 遊撃手   | ドン・ボスコ高等学校                 |
| 58   | ジョゼフ・ジエルワ         | ボルチモア・オリオールズ       | 投手     | ミシガン州立大学                     |
| 59   | JD・トンプソン             | ミルウォーキー・ブルワーズ     | 投手     | ヴァンダービルト大学                 |
| 60   | アレックス・ロディーズ     | アトランタ・ブレーブス         | 遊撃手   | フロリダ州立大学                     |
| 61   | マイケル・ロンバルディ     | カンザスシティ・ロイヤルズ     | 投手     | テュレーン大学                       |
| 62   | マラキ・ウィザースプーン   | デトロイト・タイガース         | 投手     | オクラホマ大学                       |
| 63   | ケイド・オーバーミューラー | フィラデルフィア・フィリーズ   | 投手     | アイオワ大学                         |
| 64   | ディーン・カーリー         | クリーブランド・ガーディアンズ | 遊撃手   | テネシー大学                         |
| 65   | キャム・ライター           | ロサンゼルス・ドジャース       | 投手     | フロリダ州立大学                     |

### 戦力均衡ラウンドB
|    | 選手                   | チーム                         | 守備位置 | 学校                                 |
| -- | ---------------------- | ------------------------------ | -------- | ------------------------------------ |
| 66 | アーロン・ウォルトン   | クリーブランド・ガーディアンズ | 外野手   | アリゾナ大学                         |
| 67 | ディーン・モス         | タンパベイ・レイズ             | 外野手   | IMGアカデミー                        |
| 68 | フランク・カイロン     | ミルウォーキー・ブルワーズ     | 投手     | デルシー・リージョナル高等学校       |
| 69 | JT・クイン             | ボルチモア・オリオールズ       | 投手     | ジョージア大学                       |
| 70 | ウィル・ハインズ       | クリーブランド・ガーディアンズ | 投手     | ローンパーク・セカンダリー・スクール |
| 71 | ジャスティン・ラムキン | カンザスシティ・ロイヤルズ     | 投手     | テキサスA&M大学                      |
| 72 | タナー・フランクリン   | セントルイス・カージナルス     | 投手     | テネシー大学                         |
| 73 | マーフ・グレイ         | ピッツバーグ・パイレーツ       | 三塁手   | フレズノ州立大学                     |
| 74 | マックス・ブルー       | コロラド・ロッキーズ           | 外野手   | テキサス大学オースティン校           |

### 2巡目補償指名
| 順位 | 選手                   | チーム                   | 守備位置 | 学校           |
| ---- | ---------------------- | ------------------------ | -------- | -------------- |
| 75   | ヘンリー・ゴッドバウト | ボストン・レッドソックス | 遊撃手   | バージニア大学 |

## その他注目選手
| 巡目 | 順位 | 選手                     | チーム                   | 守備位置       | 学校                 |
| ---- | ---- | ------------------------ | ------------------------ | -------------- | -------------------- |
| 3    | 87   | アンソニー・アイアンソン | ボストン・レッドソックス | 投手           | ルイジアナ州立大学   |
| 3    | 95   | イーサン・フレイ         | ヒューストン・アストロズ | 外野手・一塁手 | ルイジアナ州立大学   |
| 6    | 179  | ブルーイン・アグバヤニ   | ミネソタ・ツインズ       | 遊撃手         | セントルイス高等学校 |
| 19   | 560  | 武元一輝                 | アスレチックス           | 投手・外野手   | ハワイ大学           |